# Веденєєв Терентій Лаврентійович
Терентій Лаврентійович Веденєєв (1905, Російська імперія — 27 грудня 1941, село Красний Клин Козельського району Смоленської області, тепер присілок Калузької області, Російська Федерація) — радянський військовий політпрацівник. Член ЦК КП(б) Молдавії в 1941 році. 

## Біографія
Член ВКП(б).
З 1927 року — в Червоній армії. Перебував на військово-політичній роботі. У 1939 році був учасником боїв з японськими військами біля річки Халхин-Гол. З 23 грудня 1939 до 26 листопада 1941 року — військовий комісар 9-ї кавалерійської дивізії Одеського військового округу.
Учасник німецько-радянської війни з червня 1941 року: служив військовим комісаром 9-ї кавалерійської дивізії 2-го кавалерійського корпусу Західного фронту. З 26 листопада 1941 року — військовий комісар 2-ї гвардійської кавалерійської дивізії 1-го гвардійського кавалерійського корпусу.
26 грудня 1941 року під час нальоту німецької авіації на село Красний Клин Козельського району Смоленської області був смертельно поранений авіабомбою. 27 грудня 1941 року помер, не приходячи до свідомості. Похований на військовому цвинтарі міста Козельська Калузької області. На його честь була названа вулиця в місті Козельську.

## Звання
- полковий комісар

## Нагороди
- орден Червоного Прапора (12.11.1941)
- медалі